# Club Deportivo Ourense
Ne pas confondre avec l'Ourense CF, un autre club de football basé à Ourense.
Maillots
Le Club Deportivo Ourense est un club de football espagnol basé à Ourense (Galice). Le club est fondé en 1952 à la suite de la disparition de l'Unión Deportiva Orensana, fondée en 1942.
Le club joue la saison 2012-2013 et 2013-2014 dans le groupe 1 de la Segunda Division B.
Le 15 juillet 2014, le club dépose son bilan et annonce sa disparition.

## Historique
Les origines du Club Deportivo Ourense remontent à l'ancien club de la ville, l'Unión Deportiva Orensana fondée en 1942. En 1943, ce club monte en Troisième division et y reste jusqu'en 1949, année où il monte en Deuxième division. Après trois saisons en D2, le club est relégué en 1952 et mis en faillite. Les joueurs partent dans d'autres clubs. Juste avant cette mise en faillite, l'Unión Deportiva Orensana joue la finale de la Copa Federación, perdue face au Real Jaén.
Le 10 septembre 1952, quelques mois après la disparition de l'Unión Deportiva Orensana, est fondé le nouveau club de la ville, le Club Deportivo Ourense. Le premier président est Jesús Díaz Varela. Le club commence dans les divisions régionales mais parvient à monter en Troisième Division dès sa première saison grâce à une place laissée vacante.
Après plusieurs tentatives infructueuses, le CD Ourense parvient à monter en Deuxième Division lors de la saison 1958-1959. Le club reste pendant six saisons en D2. Il réalise sa meilleure performance en D2 lors de la saison 1959-1960, puis une nouvelle fois lors de la saison 1961-1962 où il se classe 3e du championnat, avec un total de 37 points dans les deux cas.
Pendant la saison 1967-1968, le club réussit l'exploit de remporter chacun des trente matches qu'il doit disputer pour son championnat. À l'occasion de son dernier match, 2 500 supporteurs accompagnent le CD Ourense et pour la première (et dernière fois) la Radiotelevisión Española diffuse la rencontre.
Lors de la saison 1968-1969, le CD Ourense remonte en D2 mais n'y reste qu'une saison. Le club remonte en D2 en 1973. Le 20 octobre 1973, Ourense dispute un match amical au Stade d'O Couto face au FC Barcelone de Johan Cruyff dans le cadre du transfert de Manuel Tomé au Barça.
En 1975, le club redescend en D3.
Avec la création de la Segunda División B en 1977, catégorie intermédiaire entre la D2 et la D3, le CD Ourense peine à trouver ses marques et traverse une crise sportive. En 1980, le club descend en Troisième Division. Ce n'est qu'en 1985 qu'Ourense peut remonter en Segunda División B.
Lors de la saison 1993-1994, le club parvient enfin à remonter en Deuxième Division A grâce à un tandem d'entraîneurs formé par Antonio Teixidó et José María Gómez Fuertes. Lors du play-off de promotion, le CD Ourense bat le Real Jaén, Sestao River et Gramanet.
Le club ne reste qu'une saison en D2, terminant dernier du classement. En 1996, Ourense remonte en D2. La même année, le club se transforme en société anonyme sportive. Pendant trois saisons le club reste en D2 luttant pour ne pas redescendre. Mais en 1999 le club descend en Segunda División B. 1999 est la dernière fois que le club joue en D2.

### Coupe du Roi 1999-2000
La saison 1999-2000 est marquée par le beau parcours du club en Coupe d'Espagne : il élimine le Getafe CF, le RCD Majorque et affronte le FC Barcelone en huitièmes de finale. Lors de la venue du Barça le 20 janvier 2000, le stade O Couto est plein à craquer. Le Barça avec Pep Guardiola, Luis Enrique et Rivaldo l'emporte par 2 à 1. Au match retour au Camp Nou, le CD Ourense arrache un match nul historique 0 à 0, mais est éliminé.

### Années 2000: problèmes économiques
Les années suivantes, le CD Ourense connaît des problèmes économiques qui portent préjudice aux performances de l'équipe. En 2008, le club remporte la Copa Federación mais descend en Troisième Division. Le club est alors sur le point de disparaître, les joueurs n'étant plus payés.

### 2012: remontée en Segunda división B
En 2011, le club est repris en main par un groupe d'anciens joueurs du club dirigé par Anibal Pereira. L'objectif du club est désormais de se transformer en véritable référence footballistique de la province d'Ourense, et créer un réseau de football formateur à travers les localités de la région afin d'attirer les jeunes talents, suivant l'exemple de clubs comme Osasuna ou Villarreal CF.
Pour la saison 2011-2012, les nouveaux dirigeants choisissent comme entraîneur l'ancien joueur de l'Athletic Bilbao Patxi Salinas (frère de Julio Salinas). Il est remplacé en cours de saison par Luisito qui mène l'équipe à une nouvelle promotion en Segunda División B.

### 2014: disparition du club
Le 15 juillet 2014, le club dépose son bilan et annonce sa disparition. En août 2014, un nouveau club est fondé sous le nom d'Unión Deportiva Ourense.

## Bilan
Le club passe 13 saisons en Segunda Division (D2) et 22 saisons en Segunda Division B (D3). Le club n'a jamais joué en Première division.

## Palmarès
- Segunda Division B : (3)
  - Vainqueur : 1959, 1969, 1973

- Copa Federación : (1)
  - Vainqueur : 2008

## Saisons
| Saison  | Division | Post | Copa del Rey |
| ------- | -------- | ---- | ------------ |
| 1953/54 | 3ª       | 15   |              |
| 1954/55 | 3ª       | 4    |              |
| 1955/56 | 3ª       | 1    |              |
| 1956/57 | 3ª       | 1    |              |
| 1957/58 | 3ª       | 2    |              |
| 1958/59 | 3ª       | 1    |              |
| 1959/60 | 2ª       | 3    |              |
| 1960/61 | 2ª       | 4    |              |
| 1961/62 | 2ª       | 3    |              |
| 1962/63 | 2ª       | 7    |              |
| 1963/64 | 2ª       | 8    |              |
| 1964/65 | 2ª       | 15   |              |
| 1965/66 | 3ª       | 2    |              |

| Saison  | Division | Post | Copa del Rey |
| ------- | -------- | ---- | ------------ |
| 1966/67 | 3ª       | 1    |              |
| 1967/68 | 3ª       | 1    |              |
| 1968/69 | 3ª       | 1    |              |
| 1969/70 | 2ª       | 20   |              |
| 1970/71 | 3ª       | 2    |              |
| 1971/72 | 3ª       | 3    |              |
| 1972/73 | 3ª       | 1    |              |
| 1973/74 | 2ª       | 12   |              |
| 1974/75 | 2ª       | 18   |              |
| 1975/76 | 3ª       | 5    |              |
| 1976/77 | 3ª       | 2    |              |
| 1977/78 | 2ªB      | 3    |              |
| 1978/79 | 2ªB      | 8    |              |

| Saison  | Division | Post | Copa del Rey |
| ------- | -------- | ---- | ------------ |
| 1979/80 | 2ªB      | 19   |              |
| 1980/81 | 3ª       | 5    |              |
| 1981/82 | 3ª       | 2    |              |
| 1982/83 | 3ª       | 3    |              |
| 1983/84 | 3ª       | 2    |              |
| 1984/85 | 3ª       | 2    |              |
| 1985/86 | 2ªB      | 6    |              |
| 1986/87 | 2ªB      | 13   |              |
| 1987/88 | 2ªB      | 3    |              |
| 1988/89 | 2ªB      | 3    |              |
| 1989/90 | 2ªB      | 13   |              |
| 1990/91 | 2ªB      | 7    |              |
| 1991/92 | 2ªB      | 5    |              |
| 1992/93 | 2ªB      | 5    |              |
| 1993/94 | 2ªB      | 3    |              |

| Saison  | Division | Post | Copa del Rey   |
| ------- | -------- | ---- | -------------- |
| 1994/95 | 2ª       | 20   |                |
| 1995/96 | 2ªB      | 3    |                |
| 1996/97 | 2ª       | 15   |                |
| 1997/98 | 2ª       | 16   |                |
| 1998/99 | 2ª       | 22   |                |
| 1999/00 | 2ªB      | 2    | 1/8e de finale |
| 2000/01 | 2ªB      | 2    |                |
| 2001/02 | 2ªB      | 11   |                |
| 2002/03 | 2ªB      | 9    |                |
| 2003/04 | 2ªB      | 4    |                |
| 2004/05 | 2ªB      | 9    |                |
| 2005/06 | 2ªB      | 14   |                |
| 2006/07 | 2ªB      | 15   |                |
| 2007/08 | 2ªB      | 17   |                |
| 2008/09 | 3ª       | 3    |                |

- 13 saisons en Segunda División
- 22 saisons en Segunda División B
- 21 saisons en Tercera División

## Logos du club

Ancien logo du club

## Anciens joueurs
- Manuel Tomé
- Miguel Ángel
- Manolo Preciado
- Augustine Eguavoen
- Ivan Đurđević
- Ivica Mornar
- Gaizka Garitano
- Mark Robins